# Spazio metrizzabile
In topologia, uno spazio topologico {\displaystyle (X,\tau )} si dice metrizzabile se esiste su {\displaystyle X} una metrica {\displaystyle d} tale che la topologia indotta da {\displaystyle d} sia proprio {\displaystyle \tau }.
Gli spazi metrizzabili sono omeomorfi agli spazi metrici e ne inducono tutte le proprietà. Per esempio, sono spazi di Hausdorff, paracompatti e spazi ogni cui punto ha una base numerabile di intorni.
Esistono teoremi che assicurano condizioni sufficienti alla metrizzabilità di uno spazio:
- teorema di Urysohn: ogni spazio di Hausdorff, regolare e a base numerabile è metrizzabile;
- teorema di Nagata-Smirnov: uno spazio è metrizzabile se e solo se è regolare e di Hausdorff ed ha una base finita {\displaystyle \sigma }-localmente;
- teorema di Bing: uno spazio è metrizzabile se e solo se è regolare e T0 ed ha una base {\displaystyle \sigma }-discreta.

Uno spazio si dice localmente metrizzabile se ogni punto ha un intorno metrizzabile. Sempre di Smirnov è il risultato che uno spazio localmente metrizzabile di Hausdorff è metrizzabile se e solo se è paracompatto.